# バシャジャウン

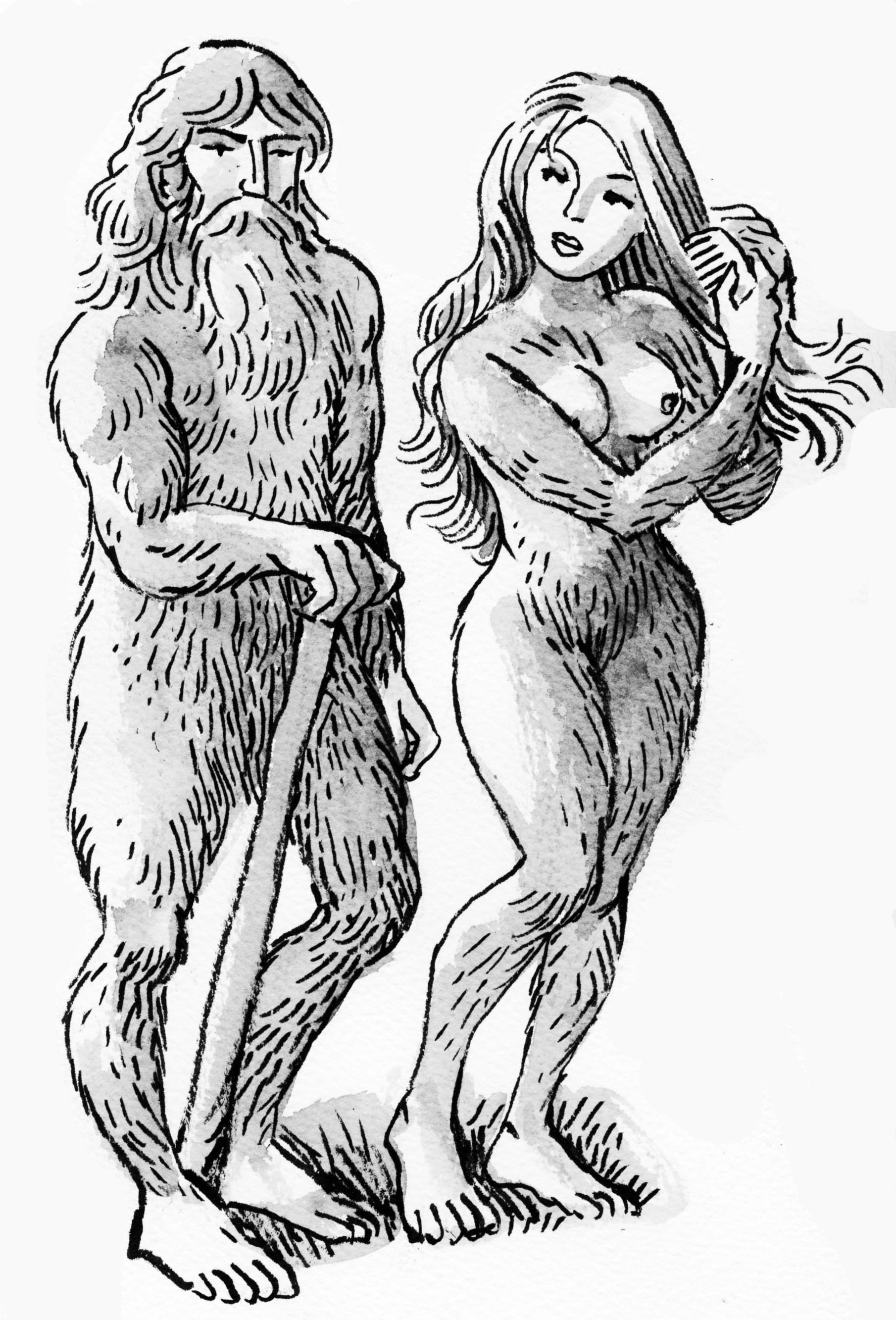
バシャジャウンと女性形のバシャンドレの想像画

バシャジャウン（バシァジァウン、バサジャウン、バサ＝ジャウン、バサ・ジョーン（フランス読み）、バサハウン（スペイン読み）、バスク語: basajaun/Basa-Jaun、発音：[bas̺ajaun]、「森林の主」の意、複数形：basajaunak）はバスク神話に伝わる毛むくじゃらの森の巨人。女性形はバシャンドレ（basandere、バサ＝アンドレ、Basa-Andere）。
バシャジャウンは、畜産羊の群れを守り、人間に農業や鉄鍛冶の技術を教えた、とされている。

## 名称
バシャジャウン（Basajaun あるいは Baxajaun）は、「森の主」、「森林の主」や「野生の主」の意とされる。女性形はバシャンドレ（Basandere）またはバサ＝アンドレ（Basa Andre）、Basa-Andre）だが、おそらく後発的に創作されたものだとみられている。
また、バシャジュン[仮カナ表記]（Basajun）という方言名が、バスク＝ナバラ峡谷地方や、アラゴン州ピレネー山脈地方では使われるが、余所（バスク本拠地）から伝わってそのかたちになったと思われる。またバシャジャラウ/ボンジャラウ[仮カナ表記]（Basajarau/Bonjarau）という方言名が、テナ渓谷や、アラゴン州のアンソ市・ブロト市などで成立しているが、これらはバスク語の地名を濃く残した地域である。アラゴン州では伝説の野生人はボスネラウ[仮カナ表記]（Bosnerau）の名でも知られる。よってバスク地方からアラゴン州にかけて伝わる伝承である。
バシャジャウンは、アンチョ（Ancho、Antxo、 anxo）という名でも呼ばれる。例えば「捕獲されたバシャジャウン」と改題された説話の冒頭ではアンチョがすなわちバシャジャウンであると説明される。

## 概要
バシャジャウンは、背が高い人間型で、顔や体は長い毛でおおわれ、垂れた毛は膝に届くほどである。二足歩行であるく。
足の形が異なっており、足跡が揃わない。片足は普通だが、もう片足（左足）は、木の切り株（樹の幹の根本）のような、丸型の足跡を残す。
額に単眼をもつともいわれるが、これはタルタロが「一つ目巨人」なのであって、バシャジャウンとタルタロはしばしば混同される。すなわち、巨人が登場するバスク民話は、その訳にタルタロがはめられたり、バサ＝ジャウンがはめられたり異本によってかわってくる。
バシャジャウンたちは、高地あるいは「名勝地」の森林や洞穴に生息するとされる。具体的には、ビスカヤ県のゴルベア山地の山肌（あるいは近くのセアヌリ市の森林）、となりのギプスコア県アタウン市の原生林、ナバラ州のピレネー山脈のイラティの森などにいるといわれる。
バシャジャウンは超自然的な守護者であり、畜産の羊の群れを野獣（狼）や嵐から守る役割をするというref name="GranEnciclopediaAragonesa"/>。 バシャジャウンがいるときは、羊たちが同時に鈴を鳴らすときであるので、羊飼いたちはそれを合図に、夜の番をバシャジャウンに預け、就寝することができる。嵐（または狼たち）が迫ると、バシャジャウンは雄叫びを上げて羊飼いたちに警告するので、早めに羊群を放牧柵のなかに囲い入れることができる。
アンチョことバシャジャウンに対し、牛飼いたちがパンの一部を残して供物にするという風習が、ある説話に描写される（ § アンチョと牛飼い参照）。
バシャジャウンは、恐ろしい森林の怪人として民話に登場することもある。怪力かつ迅速、すばやさは鹿をもしのぐといわれる。おいそれと遭遇したくはない存在である。
バシャジャウンは、世界開闢より初の農夫であるともいわれ、人類に穀類の栽培法を教えたとされる。バシャジャウンは、原初の鍛冶師や粉ひき屋でもあり、バシャジャウンがもつのこぎりや、粉ひき小屋の主軸や、溶接の技術を人間たちが盗んだのだという。異説では サン・マルティン・チキ（小さな聖マルタン、聖マルチンとも）と呼ばれるトリクスターがこれらのスキルのノウハウを持ち去り人類に与えたという。
バシャジャウンあるいはその類種が巨石遺跡をこしらえたという伝承は、少なくとも、地名としては残されている。アタウンでは山地付近に散在するドルメン群がジェンティレチェ[仮カナ表記]（Jentiletxe、「ジェンティルの家」）と呼ばれ、セガマ市の Saadar 山のドルメンは、タルタロエチェタ（Tartaloetxéta、「タルタロの家」）として知られる。また、バシャジャウンデギ（Basajaundegi、「バシャジャウンの家」）という地形（涸れ川） がアスペイティアにみつかる。
一部の学者は、バシャジャウンは太古の人類が、イベリア半島に生き残ったネアンデルタール人と接触したことの民俗記憶ではないかと推測する。

## 民話例
バシャジャウンがヴァンパイアとして描写される唯一例だとされる説話では、野生人（バシャジャウン）が男の子三人と女の子ひとりを召し抱えるが、毎晩、女の子のところにやってきてドアから指を差し出せと命じ、そこから指を吸うので、彼女はだんだんと衰えてゆく。子供らは意を決して、バシャジャウンを渓谷に突き落とす。だがバシャンドレのほうが残っており、この野生女は女の子に命じて、男の子の足を洗うための湯に、大型の歯を3個入れておけ、と命じる。すると男の子らは牡牛に変身してしまう。だが女の子はついに野生女を追い詰めて解呪の法を聞き出し、ヘーゼルの梢を3本つかって牡牛たちを打つと、元通りになった。

### サン・サヴールのろうそく台
「サン・サヴールの燭台」（Le Chandelier de Saint-Saveur）の説話は、二つの異本が所収される。メンディーヴ市で採集された稿本では、「捕まえづらい狐」（Hacherihargaix）という名の農作業員が、何度もねらってバシャンドレの燭台（ろうそく立て）をくすね、その父親のバシャジャウンに追われる。サン・サヴール（礼拝堂の名）にたどり着いたとき、鐘が鳴ったためバシャジャウンは追跡をやめたが、次に男が断食しているとき、かならず食らいにくる、と宣言した。ある日、その男は朝食抜きで農作業にとりかかり、森の主が迫っているのを目にした。男はなんとか頭髪に紛れた4粒の小麦をみつけてかみ砕いたので、バシャジャウンは撤退し、以後よりつかなくなった。何かを食べることに神秘的な力がそなわるとするのはバスク特有の文化であろうと意見される。

### 三つの真実
「三つの真実」の説話では、羊飼いたちが季節の移り目に拠点を高地から低い標高に移す際、パンを焼く道具の網を忘れてきてしまった。そこで5スーを報酬に、誰かが取りにいくことになった。名乗りをあげた羊飼いは、焼き網でパンを調理中のバシャジャウンに出くわしてしまう。バシャジャウンは、三つの真実を語ることができれば、器具は返却しようといい、羊飼いは、満月でも陽の光をほどに明るくはない、上出来のメチュール（トウモロコシ粉ガレット）だろうとパンにはおとる、自分はバシャジャウンがいると知っていれば来やしなかった、と返答し、合格とされたがバシャジャウンには、「報酬につられて夜の仕事を受けるな、やるなら只でやれ」と説教を受けた。報酬のある夜仕事に対するタブーというのは、バスク文化特有のものだと意見されるが、別の説話では、夜仕事を5スーで引き受けた女性が命を落とす。

### 一つ目のバシャジャウンの失明
「バシャジャウンの失明」の説話では、二人の兵士が任務休暇中、バシャジャウンに遭遇し、一人はたちまち焼き串を突き刺され、炙られて食われる。生き残りは、食べられるのが後回しにされたので、巨人の寝込みを襲い、赤熱した焼き串でその一つ目を貫くことに成功した。兵士は、盲目となった怪物から逃げおおせるはずだったが、そいつの奸計にかかり、戦利品と称した指輪を受け取ってはめてしまった。指輪は「私はここだ」と叫び出し、居場所を伝える。取り外しは不可能だった。兵士はしかたなく指ごと切って指輪を川に投じた。するとバシャジャウンはつられて川に飛び込み溺れ死んだ。一つ目の巨人は、じつはタルタロまたはトルトの設定であるが、タルタロとバシャジャウンの伝承は混同されることがしばしばだということは、すでに触れた。じっさい、同じ内容だが敵役がタルタロに置き換わった異本も存在し、しゃべる指輪などもそのままである。この説話は、ギリシアの『オデュッセイア』で有名な、オデュッセウスが一つ目巨人のポリュペーモス翻弄する顛末とよく似ていると考察される。

### 体外の魂
「マルブルク（Malbrouk）」という説話は、ウェントワース・ウェブスター編の英訳本で、ケルトの説話に類似した話のひとつとして所収されているが、ここには「体外の魂」や「動物の援助者」のモチーフが使われており、類話は遠い外国文化（ハンガリーのマジャール人）にも伝わるとされる。
ここで「マルブルク」は、悪役の名でもあるが、悪役が名付け親になるので主人公の名も兼ねている。主人公はマルブルクから逃れるが、ついで「魂のない体」を倒さねばならず、そのためにはサイドクエストとして、「卵」（「体外の魂」とみなされるもの）を見つけなくてはならない。その卵はハトのなか、鳩はキツネのなか、キツネはオオカミのなかに入れ子になって入れられて隠されている。また主人公は、オオカミ、犬、鷹、等からそれら動物への変身能力を授かっており、サイドクエストに役立てている。
類話として悪役が「野生のタルタロ」に置き換わった異本がある、とアントワーヌ・ダバディー・ダラーが述べている。
類話に「援助の動物たちと、魂のない肉体」（Les animaux secourables, et le corps sans ame）があり、AT302型「心臓が卵のなかにある巨人」に分類されている 。主人公の漁師は、貧乏に窮してバシャジャウンに雇われてしまい、食われる危機にあった。捕えられた女性に危険を知らされ、サイドクエストで竜退治（エレンスゲ退治）を果たし、竜のなかに入れ子で入っている動物ら、のなかのハトのなかの2個の卵（バシャジャウンの魂）を獲得する。ここでも主人公は動物変身能力を生かし、クマとなって竜を倒し、グレイハウンドとなってノウサギを追い、カラスとなってハトを捕まえ、卵の獲得を達成する。編者のジャン・フランソワ・セルカンは、スコットランドの民話「若き王」（The Young King of Easaidh Ruadh）などの類話だとしている。またノルウェー童話「体に心臓がない大男」も似た話であるとする。

### 誘拐と救助失敗
「誘拐者バシャジャウン、失望す」では、バシャジャウンが羊飼いの女性を誘拐し、棲み処の穴蔵（アンチョの穴）で囲う。 ベオルレギーの町人たちは十字架や聖なる器物をもって救助を果たすが、森の主に言われて振り向いてしまうと、彼女は息絶えてしまった。これはオルペウスがエウリュディケーを黄泉から取り戻そうとした伝説に類似する。

### アンチョと牛飼い
エステロンスビ町の説話では、野生の主アンチョ（バシャジャウン）が、牛飼いたちより毎晩、食事の一部のパンを供物に捧げられていた。しかしある晩、最年少の牛飼いしかパンのお供えをしなかった。バシャジャウン、罰として他の牛飼いの衣服を奪い去ってしまった。若年の牛飼いは、仲間に頼まれて衣服を取り戻しに行ったが、報酬は貧弱な牝牛一頭。アンチョは若者に指示して牝牛を101回、ヘーゼルの梢で打てと言った。すると若者はたちまち 101 頭の牛群を増やすことができた。

## 比較神話学
バシャジャウン（異綴り：basojau, basayaun）は、野生人（「ワイルドマン」）の一例だとされ、 バシャンドレは、「ワイルドウーマン」の一例である。オーガと女オーガ（ogress）にも譬えられる。ヨーロッパじゅうの様々な文化に、この「ワイルドマン」の伝承はみつかり、様々な命名がされている。
バシャジャウンとローマ神話の森の精霊シルウァーヌスを引き合いにする考察もある。
ブラジルの伝承の怪人、ペー・ジ・ガハッファ（「瓶の足」）は、ガラス瓶のような丸い足跡を残すとされており、バシャジャウンの足跡との類似性をルイス・ダ・カマラ・カスクードが指摘する。

## 図像学
スペインのブルゴス大聖堂には、バシャジャウンをかたどる中世後期の彫刻が残されている。